# Satka
Satka (en russe : Сатка) est une ville de l'oblast de Tcheliabinsk, en Russie, et le centre administratif du raïon de Satka. Sa population s'élevait à 42 597 habitants en 2021.

## Géographie
Satka est située sur les pentes occidentales du sud de l'Oural, sur la rivière Bolchaïa Satka. Elle se trouve à 190 km au nord-ouest de Tcheliabinsk.

## Histoire
Satka est fondée en 1756 comme centre minier. De la magnésite, un minéral essentiel pour la production de briques réfractaires utilisées dans les hauts-fourneaux, est découverte puis extraite à Satka. C'est la principale industrie de Satka, exploitée par l'entreprise Kombinat Magnezit. Fondée en 1901, c'est le principal centre de production de matériaux réfractaires de Russie.

## Population
Recensements (*) ou estimations de la population
| 1863  | 1931   | 1939*  | 1959*  | 1970*  | 1979*  |
| ----- | ------ | ------ | ------ | ------ | ------ |
| 6 000 | 16 900 | 28 411 | 43 142 | 44 112 | 46 191 |

| 1989*  | 2002*  | 2010*  | 2012   | 2013   | 2016   |
| ------ | ------ | ------ | ------ | ------ | ------ |
| 50 664 | 49 686 | 45 178 | 44 443 | 43 934 | 42 437 |

| 2019   | 2021   | - | - | - | - |
| ------ | ------ | - | - | - | - |
| 41 339 | 42 597 | - | - | - | - |

## Tourisme
Satka est située près du parc national de Ziouratkoul, au centre de l'Oural, qui donne lieu à une certaine activité touristique. On trouve également dans les environs le site de Porogui, où fut installé le premier générateur d'électricité hydraulique de Russie.
Bien qu'il y ait une gare à Satka, il s'agit d'une voie secondaire et les connexions sont peu pratiques. En outre, la gare est située loin du centre. Le meilleur moyen de parvenir à Satka est de prendre l'autocar depuis Tcheliabinsk. Il est également possible de descendre du train Moscou - Tcheliabinsk à Souleïa, à 15 km.